# Benefit Cosmetics
Benefit Cosmetics (Benefit San Francisco) - американский косметический бренд по производству декоративных средств для макияжа, принадлежащий компании LVMH. Основан в 1976 году.

## История создания

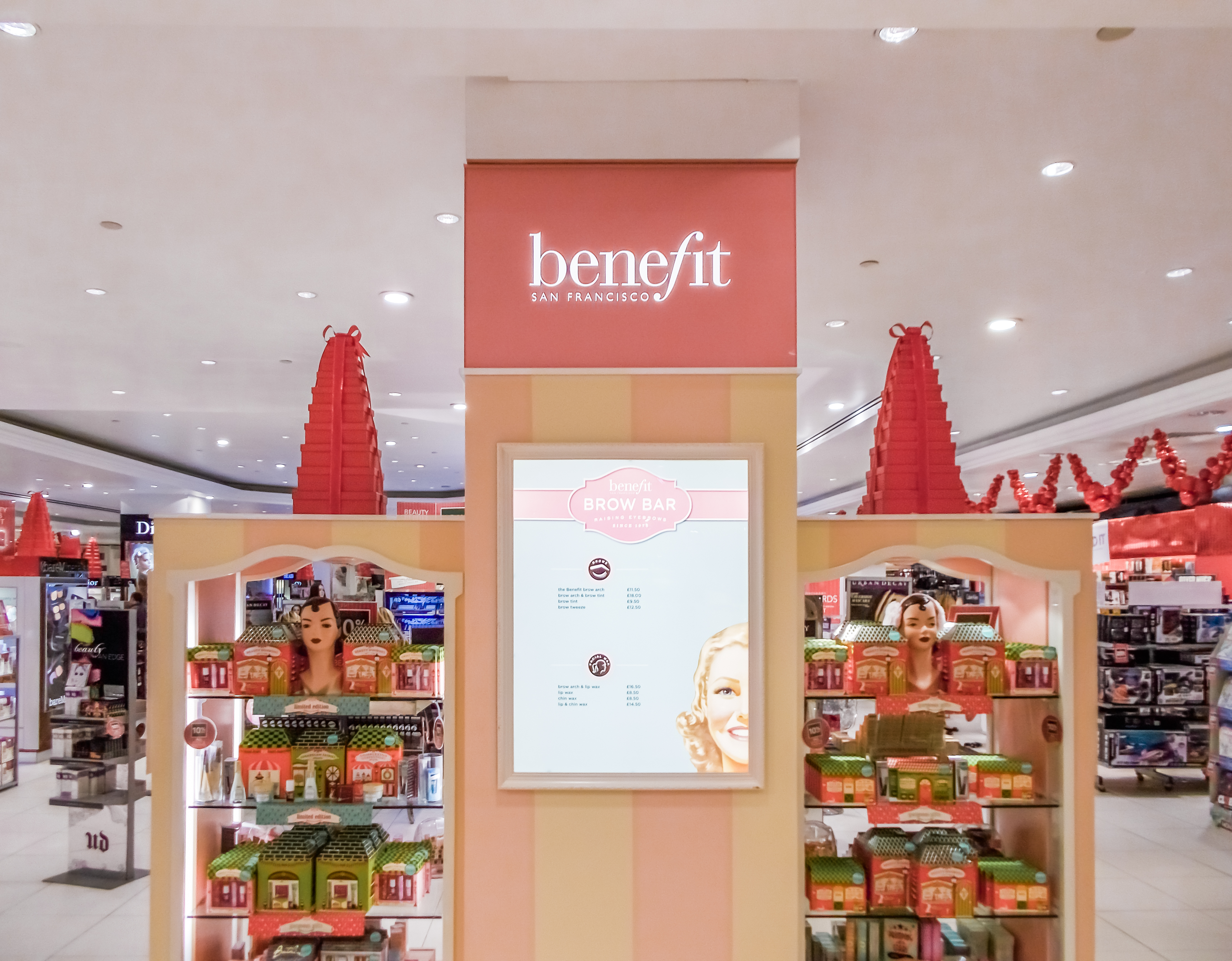
Стенд Benefit в универмаге Debenhams в Лондоне

Сёстры-близнецы и основатели Жан и Джейн Форд родились в штате Индиана. После учебы в университете переехали в Сан-Франциско.
Решение об открытии собственного бизнеса было просто основано на подбрасывании монеты, при этом выбиралось между запеканками и салоном красоты. Первоначально основанный, как салон красоты под названием «The Face Place» в 1976 году в районе Миссии Сан-Франциско, этот магазин специализировался на продуктах для быстрого решения дилемм красоты.
Их первым продуктом были румяна оттенка губ, названный «розовым оттенком», затем переименованный в «бенетинт». Изначально Форды создали розоватый оттенок для экзотической танцовщицы, которая нуждалась в оттенке сосков. «Benetint» наиболее известен по этой истории, и он остается самым продаваемым продуктом компании с более чем 10 миллионами проданных бутылок.  Позже салон переехал на Кирни-стрит в центре Сан-Франциско в 1980-х годах, и вместе с этим состоялся дебют их оригинального продукта для губ.
В 1989 году был разработан каталог продукции. Затем сёстры сосредоточились на дистрибуции универмагов, и вскоре после этого изначальное «Face Place» переименовали в Benefit Cosmetics в 1990 году.
В 1991 году бутик Benefit открылся в своем первом универмаге в США — Анри Бендель в Нью-Йорке. Благодаря значительному успеху в Соединённых Штатах, компания Benefit вышла на международный уровень в 1997 году, расширив свое присутствие в Harrods в Лондоне. Вскоре после этого был запущен сайт продуктов Benefit.
Компания LVMH приобрела Benefit Cosmetics 14 сентября 1999 года.
В 2001 году Benefit запустил свою первую линию для ванн и будуаров «Bathina». Бренд открыл свой первый «Brow Bar» (бутик, специализирующийся на формировании бровей) в 2003 году, на Macy's Union Square в Сан-Франциско.
В 2008 году дочери основательниц — Джин Мэгги и Энни присоединились к компании, сосредоточившись на бизнесе компании «Home Shopping Network», а также на открытии магазинов по всему миру.
Косметические средства Benefit продаются в различных розничных магазинах, таких как Debenhams, Sephora, Boots Pharmacy и Arnotts.
С момента открытия, компания выпускает свою продукцию для кожи глаз, лица и губ, а также парфюмерию и аксессуары.

## Достижения бренда
21 апреля 2012 года Benefit Cosmetics выиграл мировой рекорд Гиннесса за то, что произвёл большинство восков для бровей, изготовив 382 воска командой за 8 часов.
«Hoola Matte Bronzer» от Benefit Cosmetic был признан лучшим косметическим продуктом Nylon в 2014 году. Также этот продукт получил большое признание, в том числе вошел в список «10 лучших бронзаторов 2018 года» и был назван самым продаваемым бронзером в Британии модным изданием Vogue.  «Hoola Matte Bronzer» был объявлен бронзером № 1 в США.
Блог о красоте Temptalia назвал тушь Benefit «They're Real» победителем конкурса Reader's Choice за лучшую тушь для ресниц с 2013 по 2015 год. А также тушь получила награду Reader's Choice за «Лучшую тушь в универсальных магазинах» изданием Allure в 2014 году.